# Huawei Honor 7
Huawei Honor 7 je chytrý telefon vyráběn firmou Huawei a její podznačkou Honor. Je to následovník modelu Huawei Honor 6, což byla vlajková loď pro rok 2014. Řada Honor je známa díky výborné výbavě za příznivou cenu a u tohoto modelu tomu není jinak. Modely se pro jednotlivé trhy liší, kdy zlatá dual-sim varianta s 64 GB úložného prostoru je vyráběna pouze pro Čínu. Mezinárodní model je vybaven 16 GB úložného prostoru, přičemž verze pro Čínu podporuje pouze jednu SIM.

## Přehled
Honor 7 má celokovové tělo, 5.2" velký dotykový displej, 20 MP zadní kameru od Sony a 8 MP přední kameru. Je dostupný ve třech barevných variantách a to zlatá, šedá a stříbrná. U mezinárodní verze verze oproti zlaté, čínské variantě, není obsažena funkce NFC, je využito menšího paměťového modulu. Telefon je vybaven čtečkou otisku prstu, která je označována jako inteligentní s velmi rychlou odezvou. Další výraznou částí telefonu je chytré tlačítko, což je přídavné hardwarové tlačítko, ke kterému může být přiřazeno několik specifických funkcí k ulehčení ovládání telefonu.

## Software
Honor 7 je dodáván s operačním systémem Android Lollipop s nádstavbou EMUI 3.0. Aplikace fotoaparátu obsahuje několik nových funkcí jako je například "Dobré jídlo", která zvýrazní detaily a přidá umělecký nádech fotografiím jídla. Telefon obsahuje mnoho chytrých funkcí pro ovládání jednou rukou. Čtečka otisku odemče telefon za 0.5 sekundy, avšak také podporuje další softwarové možnosti pro ovládání telefonu.

## Vydání
Telefon byl představen v Číně v červenci roku 2015, následně v Anglii v srpnu a v listopadu v Indii. Huawei se spojil s firmou Flipkart a telefon byl prodáván jakožto prémiový produkt od této firmy.

## Verze
Nová verze telefonu byla pojmenována Honor 7 Enhanced a byla vybavena androidem 6.0 Marshamllow. Rozdíl oproti předchozí verzi není pouze ve vylepšeném systému, ale také díky 32 GB úložiště. Ostatní specifikace byly zachovány stejné.